# 大安休息站
大安休息站位於台灣台中市大安區，是西濱快速公路的一座休息站，里程指標為138K，於2023年10月13日正式開幕，為繼口湖休息站、新豐休息站後，第三座省道快速公路休息站。因設於台61線高架橋下，需經由福住交流道（南下）及大安一交流道（北上）轉接平面側車道進入。

## 外部連結
- 統一超商股份有限公司大安休息站
- 中區養護工程分局-台61線大安休息站
- 台61大安休息站統一商場的Facebook專頁